# Eduardo Poveda Rodríguez
Eduardo Poveda Rodríguez   (Castelló, 25 de setembre de 1925 - València, 3 de març de 1993) va ser bisbe de la diòcesi Zamora i professor de filosofia de la Facultat de Teologia de València

## Biografia
Eduardo Poveda va ingressar en el Seminari Metropolità de València en 1.939; sent ordenat sacerdot el 2 gener de 1.949. Anomenat pel llavors Rector del Seminari, Antonio Genoll Zanón, la seva primera destinació va ser el de Superior del Seminari, tasca que va simultaniejar amb la de coadjutor de la localitat valenciana de Torís Enviat (1.951) per la diòcesi a cursar estudis de Filosofia a la Universitat Catòlica de Lovaina (Bèlgica), va obtenir el grau de Llicenciat (1.953), amb una tesina que porta per títol «La filosofia d'Ortega y Gasset des de la “raó vital” fins a la “raó històrica”».

### Prevere i professor
Al seu retorn de Lovaina, va ser professor en el Seminari Metropolità de València i en la Facultat de Teologia Sant Vicent Ferrer de València de diverses assignatures de Filosofia: Introducció a la Filosofia, Teoria del Coneixement, Història de la Filosofia Moderna i Contemporània. Entre els seus alumnes es troben els bisbes Antonio Cañizares Llovera, Manuel Ureña Pastor i José Vilaplana Blasco. Va publicar la traducció al castellà de dos manuals de Fernand van Steenberghen, professor de Lovaina.
En aquest temps va ser capellà de les salesas de Godella, va ser nomenat director espiritual del Col·legi “Domus”, i conciliari d'Acció Catòlica universitària. A aquesta època pertany un escrit seu titulat “El tratado de suppositionibus dialectilis de S. Vicente Ferrer y su significación histórica en la cuestión de los universales”. Més tard és nomenat diocesà per al Clergat i Director del Convictori, amb la tasca d'iniciar als diaques en els primers passos en la labor pastoral.

### Bisbe
Va ser nomenat Bisbe de Zamora el 13 d'octubre de 1976 i va ser consagrat en la Catedral d'aquesta diòcesi pel Nunci Apostòlic, Monsenyor Luigi Dadaglio, el 21 de novembre de 1976. Com a lema episcopal va escollir el següent: “Nos autem gloriari oportet in cruce Domini nostri Jesu Christi” (Gal 6, 14) (Déu em lliuri de gloriar-me si no és en la creu del nostre Senyor Jesucrist!).
Durant el seu bisbat va crear una «Casa Sacerdotal», va fundar «La Casa de l'Església», on encar a avui presten els seus serveis Caritas Diocesana i les diferents delegacions d'apostolat seglar. També va crear les residències d'ancians de «Fermocelle» i «Alcañices» i va donar suport al Projecte Hombre a Zamora per a la rehabilitació de toxicòmans . així com les «Cooperatives Tèxtils», amb la finalitat de treure a moltes famílies de la pobresa i l'atur. Per a la formació permanent de sacerdots i laics va restaurar el llavors desaparegut Institut Teològic Sant Ildefons.

### Conferència episcopal
En la Conferència Episcopal Espanyola (CEE) va ser membre de les Comissions episcopals del Clergat, per a la Doctrina de la Fe, i de Seminaris i Universitats; i President del Comitè Episcopal per a la Defensa de la Vida,
Per raons de salut, va presentar la seva renúncia al Sant Pare, que li va ser acceptada el 17 octubre 1.991. Va fixar la seva residència a València, on va morir el 3 de març de 1993.i va rebre sepultura sota la Verge del Trànsit, a l'església del Corpus Christi de Zamora.